# 서울경제진흥원
서울경제진흥원(영어: Seoul Business Agency, SBA)은 서울특별시에 있는 중소기업에 대한 종합적이고 체계적인 지원사업을 통하여 경영여건 개선과 경쟁력 강화에 기여하기 위하여 설립된 서울특별시청 산하 출연기관이다. 모토는 역량있고(Capable), 일 잘하고(Adept), 열정있는(Passionate)이다. 서울특별시 마포구 월드컵북로 400(상암동)에 위치하고 있다.

## 설립 근거
- 지역균형개발 및 지방중소기업육성에 관한 법률
- 서울산업통상진흥원 설립운영조례

## 연혁
- 1998년 1월 15일 서울산업진흥재단 설립, 운영조례 제정
- 1998년 3월 20일 재단 설립 허가
- 1998년 3월 31일 재단 설립
- 1998년 6월 25일 서울특별시 중소기업육성기금 인수·운영
- 1998년 7월 1일 중소기업 창동전시판매장 개관 운영
- 1999년 4월 1일 중소기업 잠실전시판매장 인수·운영
- 1999년 5월 3일 서울애니메이션센터 개관 운영
- 1999년 6월 30일 서울벤처타운 개관 운영
- 2000년 7월 11일 서울패션디자인센터 개관 운영
- 2001년 3월 7일 서울산업지원센터 개관 운영
- 2001년 8월 16일 서울국제경제자문단 사무국 설립
- 2001년 11월 1일 서울창업보육센터 인수
- 2002년 5월 25일 만화의 집 개관 운영
- 2002년 10월 22일 SICAF(Seoul International Cartoon & Animation Festival) 사무국 설립
- 2004년 3월 1일 DMC 홍보관 인수·운영
- 2004년 7월 1일 권오남 대표이사 취임
- 2005년 1월 19일 서울애니시네마 개관
- 2005년 3월 17일 서울산업통상진흥원으로 사명 변경
- 2005년 5월 24일 북경서울무역관 개관
- 2005년 10월 1일 서울무역전시장(SETEC) 인수·운영
- 2006년 4월 6일 신청사 및 컨벤션센터 개관
- 2006년 9월 21일 동대문패션문화관 개관
- 2006년 11월 29일 DMC 산학협력연구센터 개관
- 2007년 7월 1일 심일보 대표이사 취임
- 2008년 1월 23일 서울글로벌센터 개관
- 2008년 10월 22일 DMC 첨단산업센터 개관
- 2009년 4월 7일 서울지식재산센터 개관
- 2009년 9월 15일 서울특별시 창업지원센터 개관
- 2009년 9월 22일 BS산업지원센터 개관
- 2009년 9월 23일 서울파트너스하우스 개관
- 2009년 12월 10일 동대문패션창작스튜디오 개관
- 2009년 12월 14일 동대문패션지원센터 개관
- 2010년 5월 7일 서울글로벌비즈니스지원센터 개관
- 2011년 2월 16일 변보경 대표이사 취임
- 2011년 7월 14일 성수IT종합센터 개관
- 2011년 7월 25일 서울통상지원센터 개관
- 2011년 8월 18일 서울특별시 장년창업센터 개관
- 2011년 10월 13일 서울지식산업지원단 출범
- 2014년 서울산업진흥원 명칭으로 변경 출범
- 2023년 3월 28일 서울경제진흥원으로 변경 출범

## SBA 제작 애니메이션
- 인앱 제작 SK 브로드밴드, KBS, 애니작
- 뱅글스쿨(제작지원) 제작 KBS, 픽토스튜디오, SK 브로드밴드
- 롱롱죽겠지? 제작 스튜디오 게일, 아우구스트 미디어
- 보토스 패밀리, 보토스 패밀리 2 제작 KBS, 콤마스튜디오
- 키오카 제작 골디락스 스튜디오
- 린다의 신기한 여행 제작 KBS, 탁툰엔터프라이즈
- 린다의 신기한 여행 2 제작 KBS, 스튜디오에이콘, 탁툰엔터프라이즈 제작 협조 서울경제진흥원
- 버추얼 가디언즈(제작지원) 제작 밤하늘, 그림자리, 스튜디오 록스
- 도깨비언덕에 왜 왔니? 제작 CJ ENM, 쏘울 크리에이티브, KTH

## 조직

### 대표이사
- 글로벌센터

#### 검사역

##### 경영지원본부
- 경영기획팀
- 인재육성팀
- 총무팀

##### 패션산업본부
- 패션사업팀

##### 콘텐츠산업본부
- 애니팀
- 게임팀
- 만화캐릭터팀
- SICAF 사무국운영팀

##### 창업본부
- 투자지원팀
- 기업육성팀
- 창업허브운영팀
- 창업보육팀

##### 기업육성본부
- 판로지원팀
- 보육성장팀
- 녹색산업지원센터 TF

일자리본부
- 일자리확산팀
- 신직업리서치팀
- 강소기업팀

##### 통상사업본부
- 국제통상팀
- Hi Seoul 팀
- 통상센터팀
- 북경서울무역관

##### 산업기반본부
- 클러스터조성팀
- 투자유치팀
- 자원시설팀

##### 서울지식산업지원단
- 지식산업정책팀
- 기술혁신팀
- 창조산업팀
- 지식재산팀